# Следы на воде
«Следы на воде» — фильм 2016 года, снятый на киностудии «Беларусьфильм» режиссёром Александром Анисимовым.

## Сюжет
1946 год. Война окончилась. Фронтовик-разведчик старший лейтенант Смолич прибывает в Западную Белоруссию на усиление местной милиции в трудную пору: банды терроризируют население, особенно лютуют бандиты некоего Фрейшюца, бывшего пособника фашистов. Смолич и начальник уголовного розыска Крикунов разрабатывают план по обезвреживанию врага. Однако милицейская операция внезапно оказывается под угрозой из-за утечки информации — в отделении милиции есть предатель…

## Реальная основа
Фильм снят по мотивам документального романа полковника милиции в отставке, доктора исторических наук Николая Ильинского «Чужие среди своих».
Это реальная история о событиях на западе Белоруссии в первые послевоенные годы. Герои романа, как и фильма, — это конкретные работники милиции, но с изменёнными именами, например, под именем начальника Поречского райотдела милиции Сергея Аксеновича, которого играет Игорь Денисов, выведен Михаил Николаевич Федотов — настоящий начальник Новогрудского райотдела.

## В ролях
- Артём Курень — Вячеслав Смолич, старший лейтенант, фронтовик
- Пётр Юрченков-мл — Пётр Крикунов, капитан милиции, начальник УГРО
- Вероника Пляшкевич — Сабина, жена Крикунова
- Татьяна Чердынцева — Кристина Карпенко
- Сергей Юревич — Рысь
- Анатолий Терпицкий — Авоська, дворник
- Игорь Денисов —  Сергей Аксенович, майор милиции, начальник отделения
- Игорь Сигов — Кислевский, капитан милиции, замполит
- Евгений Никитин — Фанфаров, подполковник милиции
- Виктор Манаев — министр внутренних дел БССР
- Валерий Зеленский — Полторацкий, милиционер, дежурный
- Дмитрий Пустильник — Лучишин, милиционер
- Александр Гиренок — Тарасевич, милиционер, судмедэксперт
- Александр Тарасов — Самусев, милиционер
- Сергей Савенков — Трясун, вор-каманник
- Александра Комиссарова — Щучка, любовница Трясуна
- Зоя Белохвостик — тётка Магдалена